# Shin Hwa-yong
Shin Hwa-yong ((신화용?, 申和容?); 13 aprile 1983) è un ex calciatore sudcoreano, di ruolo portiere.

## Carriera
Con la maglia del Pohang Steelers ha vinto l'edizione 2009 della AFC Champions League.
Nello stesso anno ha disputato il Mondiale per club, competizione in cui ha giocato due partite. Nella semifinale contro l'Estudiantes è stato espulso.